# ヴィピテーノ
ヴィピテーノ（イタリア語: Vipiteno ; ドイツ語: Sterzing [ˈʃtɛrtsɪŋ] シュテルツィン）は、イタリア共和国トレンティーノ＝アルト・アディジェ州ボルツァーノ自治県にある、人口約7,000人の基礎自治体（コムーネ）。

## 地理

### 位置・広がり

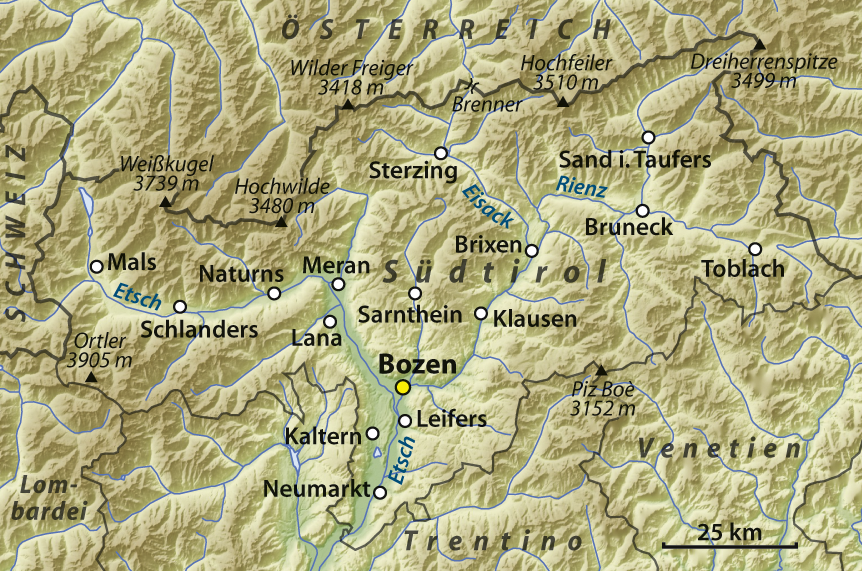
ボルツァーノ/南チロル自治県地図（地名はドイツ語表記）

ボルツァーノ自治県北部に位置する。

#### 隣接コムーネ
隣接するコムーネは以下の通り。
- ブレンネロ
- カンポ・ディ・トレンス
- ラチーネス
- ヴァル・ディ・ヴィッツェ

## 行政

### 分離集落
ヴィピテーノには、以下の分離集落（フラツィオーネ）がある。
- Ceves (Tschöfs), Novale (Ried), Tunes (Thuins)

## 住民

### 言語
| 言語集団調査（2011年） | 言語集団調査（2011年） | 言語集団調査（2011年） | 言語集団調査（2011年） | 言語集団調査（2011年） |
| ---------------------- | ---------------------- | ---------------------- | ---------------------- | ---------------------- |
|                        |                        |                        |                        |                        |
| ドイツ語               | ドイツ語               |                        | 73.64%                 | 73.64%                 |
| イタリア語             | イタリア語             |                        | 25.95%                 | 25.95%                 |
| ラディン語             | ラディン語             |                        | 0.41%                  | 0.41%                  |

2011年に行われた、住民がドイツ語・イタリア語・ラディン語のいずれの「言語集団」に属するかの調査によれば（ボルツァーノ自治県#言語集団調査参照）、住民の約74%がドイツ語話者で、イタリア語話者が約26%を占める。

## 経済・産業
ロープウェイ、ライトレール、風力発電機ほか産業機器の製造企業を統括するライトナー・グループは、当地に本社を置く。

## 文化・観光
「イタリアの最も美しい村」クラブ加盟コムーネである。

## 姉妹都市
- キッツビュール、オーストリア 1971年